# Linha Singers
Linha Singers je český vokální hudební soubor založený Jiřím Linhou v roce 1963 jako Vokální soubor Jiřího Linhy. Soubor vokálně interpretuje instrumentální díla významných autorů a obecně známých skladeb.

## Diskografie

### Dlouhohrající desky
- 1968 Czech rococo music sung in jazz rhytm
- 1968 Voices in rhytm
- 1971 Rediffusion England
- 1973 Linha Singers (OPUS)
- 1975 Concerto grosso per sette voci
- 1977 Music of Great Master
- 1977 Linha Singers (Fidelio sound)
- 1979 Linha Singers & Orchestra
- 1981 Linha Singers (Divertimento con Maestri)
- 1981 Parthia Pastoralis
- 1984 Let's Try Our Folk-tunes
- 1986 Con rispetto ed amore

### CD disky
- 1984 Let's Try our Folk-Tunes
- 1992 The Best of Linha Singers
- 1997 Čas radosti nastal
- 1997 The Time for Joy has Come
- 2000 Today
- 2001 Voices
- 2007 Prameny